# Roberto Ariagno
Roberto Fulvio Ariagno (Torino, 29 gennaio 1963) è un dirigente sportivo ed ex pallavolista italiano.
Giocava nel ruolo di palleggiatore.

## Carriera
La carriera di Roberto Fulvio Ariagno si svolge quasi interamente nella Pallavolo Torino, con cui rimane dalla stagione 1981-82 fino alla fusione con il Cuneo Volley Ball Club, ad esclusione di un'annata con un'altra società torinese, denominata SAFA. Nei sette anni a Torino vince un campionato e una Coppa delle Coppe. Insieme a diversi compagni di squadra passa poi nella neonata società cuneese, con cui conquista la promozione dalla Serie A2 alla Serie A1. Dopo due stagioni a Pinerolo nelle categorie inferiori, torna al Torino, che nel frattempo si è ricostituita e si è iscritta al campionato di Serie A2, dove chiude la sua carriera.
Successivamente assume diversi incarichi dirigenziali in alcune società dilettantistiche, ricoprendo il ruolo di direttore sportivo prima al Lasalliano Volley Torino e poi al GS Pino Volley, per diventare in seguito coordinatore tecnico della Chieri '76, militante nella Serie B1 femminile.

## Palmarès
- Campionato italiano: 1

1983-84
- Coppa delle Coppe: 1

1983-84

## Statistiche

### Club
| Stagione       | Squadra            | Campionato | Campionato | Campionato | Coppe nazionali | Coppe nazionali | Coppe nazionali | Coppe continentali | Coppe continentali | Coppe continentali | Altre coppe | Altre coppe | Altre coppe | Totale | Totale |
| Stagione       | Squadra            | Comp       | Pres       | Punti      | Comp            | Pres            | Punti           | Comp               | Pres               | Punti              | Comp        | Pres        | Punti       | Pres   | Punti  |
| -------------- | ------------------ | ---------- | ---------- | ---------- | --------------- | --------------- | --------------- | ------------------ | ------------------ | ------------------ | ----------- | ----------- | ----------- | ------ | ------ |
| 1981-1982      | CUS Torino         | A1         | ?          | ?          | CI              | ?               | ?               | -                  | -                  | -                  | -           | -           | -           | ?      | ?      |
| 1982-1983      | SAFA Torino        | A2         | ?          | ?          | CI              | ?               | ?               | -                  | -                  | -                  | -           | -           | -           | ?      | ?      |
| 1983-1984      | CUS Torino         | A1         | ?          | ?          | CI              | ?               | ?               | CdC                | ?                  | ?                  | -           | -           | -           | ?      | ?      |
| 1984-1985      | CUS Torino         | A1         | ?          | ?          | CI              | ?               | ?               | CC                 | ?                  | ?                  | -           | -           | -           | ?      | ?      |
| 1985-1986      | Torino             | A1         | ?          | ?          | CI              | ?               | ?               | CEV                | ?                  | ?                  | -           | -           | -           | ?      | ?      |
| 1986-1987      | Torino             | A1         | ?          | ?          | CI              | ?               | ?               | -                  | -                  | -                  | -           | -           | -           | ?      | ?      |
| 1987-1988      | Torino             | A1         | ?          | ?          | -               | -               | -               | -                  | -                  | -                  | -           | -           | -           | ?      | ?      |
| set.-dic. 1988 | Pallavolo Pinerolo | B1         | ?          | ?          | -               | -               | -               | -                  | -                  | -                  | -           | -           | -           | ?      | ?      |
| dic. 1988-1989 | Cuneo              | A2         | ?          | ?          | CI              | ?               | ?               | -                  | -                  | -                  | -           | -           | -           | ?      | ?      |
| 1989-1990      | Cuneo              | A1         | 7          | 3          | CI              | ?               | ?               | -                  | -                  | -                  | -           | -           | -           | ?      | ?      |
| 1990-1991      | Pallavolo Pinerolo | B1         | ?          | ?          | -               | -               | -               | -                  | -                  | -                  | -           | -           | -           | ?      | ?      |
| 1991-1992      | Pallavolo Pinerolo | B1         | ?          | ?          | -               | -               | -               | -                  | -                  | -                  | -           | -           | -           | ?      | ?      |
| 1992-1993      | CUS Torino         | B1         | ?          | ?          | -               | -               | -               | -                  | -                  | -                  | -           | -           | -           | ?      | ?      |
| 1993-1994      | CUS Torino         | B1         | ?          | ?          | -               | -               | -               | -                  | -                  | -                  | -           | -           | -           | ?      | ?      |
| 1994-1995      | Torino             | A2         | ?          | ?          | CI              | -               | -               | -                  | -                  | -                  | -           | -           | -           | ?      | ?      |
| 1995-1996      | Torino             | A2         | ?          | ?          | CI              | -               | -               | -                  | -                  | -                  | -           | -           | -           | ?      | ?      |